# Lejzer Perlmutter
Lejzer Perlmutter (ur. 1807, zm. 1887 w Łodzi) – żydowski kompozytor i chazan, kantor w Łęczycy i Brzezinach.
Około 1850 został kantorem synagogi w Sieradzu, a od 1856 był kantorem gminy żydowskiej w Łodzi, Nowym Sączu i ponownie w Łodzi. Zasłynął jako autor popularnych pieśni, napisał także książkę o pięcioksięgu Mojżesza (1859).
Był żonaty z Chają Lubczą, z którą miał pięcioro dzieci: Mojżesza (1838–1920), Abrahama Cwi (1844–1930), Arje Symchę (1848–1924), Icchaka (1856–1896) i Gitlę. Jest pochowany na nieistniejącym obecnie starym cmentarzu żydowskim w Łodzi.